# Miosula media
Miosula media är en utdöd fågel i familjen sulor inom ordningen sulfåglar. Den beskrevs 1925 utifrån fossila lämningar från miocen funna i Kalifornien, USA.